# Джефферсон (округ, Индиана)
Дже́фферсон (англ. Jefferson County) — округ в США, штате Индиана. Официально образован в 1811 году. По состоянию на 2010 год, численность населения составляла 32 428 человека. Получил своё название по имени третьего президента США Томаса Джефферсона.

## География
По данным Бюро переписи США, общая площадь округа равняется 940 км², из которых 934 км² суша и 6 км² или 0,62 % это водоёмы.

### Соседние округа
- Рипли (Индиана) — север
- Суитсерленд (Индиана) — восток
- Кэрролл (Кентукки) — юго-восток
- Тримбл (Кентукки) — юг
- Кларк (Индиана) — юго-запад
- Скотт (Индиана) — запад
- Дженнингс (Индиана) — северо-запад

## Демография
По данным переписи населения 2000 года в округе проживает 31 705 жителей в составе 12 148 домашних хозяйств и 8 430 семей. Плотность населения составляет 34 человека на км². На территории округа насчитывается 13 386 жилое строение, при плотности застройки 14 строения на км². Расовый состав населения: белые — 96,19 %, афроамериканцы — 1,45 %, коренные американцы (индейцы) — 0,24 %, азиаты — 0,59 %, гавайцы — 0,02 %, представители других рас — 0,39 %, представители двух или более рас — 0,39 %. Испаноязычные составляли 1,05 % населения.
В составе 32,00 % из общего числа домашних хозяйств проживают дети в возрасте до 18 лет, 55,00 % домашних хозяйств представляют собой супружеские пары проживающие вместе, 10,60 % домашних хозяйств представляют собой одиноких женщин без супруга, 30,60 % домашних хозяйств не имеют отношения к семьям, 25,70 % домашних хозяйств состоят из одного человека, 10,10 % домашних хозяйств состоят из престарелых (65 лет и старше), проживающих в одиночестве. Средний размер домашнего хозяйства составляет 2,46 человека, и средний размер семей 2,94 человека.
Возрастной состав округа: 24,40 % моложе 18 лет, 10,60 % от 18 до 24, 28,50 % от 25 до 44, 23,40 % от 45 до 64 и 13,10 % от 65 и старше. Средний возраст жителя округа 37 лет. На каждые 100 женщин приходится 98,10 мужчин. На каждые 100 женщин старше 18 лет приходится 95,60 мужчин.
Средний доход на домохозяйство в округе составлял 38 189 USD, на семью — 45 712 USD. Среднестатистический заработок мужчины был 31 618 USD против 22 033 USD для женщины. Доход на душу населения был 17 412 USD. Около 7,60 % семей и 9,60 % общего населения находились ниже черты бедности, в том числе — 12,50 % молодежи (тех кому ещё не исполнилось 18 лет) и 8,40 % тех кому было уже больше 65 лет.